# Fédération française de généalogie
Pour les articles homonymes, voir FFG.
La Fédération française de généalogie (FFG) est une association loi de 1901 créée en 1968 et dont le siège actuel se situe à Pantin près de Paris. Elle regroupe plus de 150 associations de généalogie, ayant les mêmes objectifs : favoriser et aider tout généalogiste amateur à effectuer des recherches généalogiques. Depuis le 21 avril 2017, elle est reconnue d'utilité publique,.

## Organisation
Depuis le 3 février  2024, Francis Chassagnac a été élu président. Il est entouré de deux vice-présidents, de deux secrétaires et de deux trésoriers conformément aux statuts de cette fédération.

## Historique des présidents
Ce tableau liste les différents présidents de la fédération.
| #  | Période       | Président                                  |
| -- | ------------- | ------------------------------------------ |
| 1  | 1968-1977     | Jacques Nompar de Caumont, Duc de La Force |
| 2  | 1977-1979     | Edouard de Nervo                           |
| 3  | 1979-1986     | Jacques Ameil                              |
| 4  | 1986-1993     | Gaston Sagot                               |
| 5  | 1993-1998     | Jean-Marie Thiébaud                        |
| 6  | 1998-2004     | Jean Morichon                              |
| 7  | 2004-2013     | Michel Sementery (1942 † 2021)             |
| 8  | 2013-2016     | Jean-François Pellan                       |
| 9  | 2016-2019     | Thierry Chestier                           |
| 10 | 2019-2024     | Valérie Arnold-Gautier                     |
| 11 | 2024-en cours | Francis Chassagnac                         |

## Activités
Les buts de la fédération sont multiples à commencer par la coordination au niveau national des associations membres et la promotion des activités généalogiques. La fédération assure la représentation de ses membres auprès des pouvoirs publics, des organismes étrangers analogues et des instances nationales ou internationales et tient un rôle de conseil, d'information, de défense et d'assistance, tant pour ses membres que pour la généalogie en général. Par exemple, la fédération a engagé une action en justice contre le département de la Charente pour avoir mis en ligne un site d'archives à accès payant, la gratuité d'accès aux archives étant un fer de lance de la fédération.
La fédération organise des assises de la généalogie sur des thèmes d'intérêt national. Elle produit également diverses publications et entretient des bases de données dont RING et INDAF (Index National des Dépouillements des Associations Fédérées). En partenariat avec le Souvenir français, elle a lancé en 2020 un grand recensement des morts de la  Guerre de 1870.
La fédération dispose d'un centre de documentation à son siège de Pantin où les membres peuvent se rendre.
En 2003, la fédération réalise un portail généalogique national en partenariat avec la Direction des Archives de France et le ministère de la Culture.

### Congrès
La fédération organise un congrès national d'abord annuellement puis tous les 2 ans. Le congrès est organisé par une des associations de la fédération.
Le congrès attire avant tout des visiteurs passionnés et connaissant bien le domaine de la généalogie que des curieux néophytes.
Le tableau ci-dessous indique les villes où les congrès se sont tenus.
| Année | Lieu du congrès  |
| ----- | ---------------- |
| 1972  | Bordeaux         |
| 1973  | Nantes           |
| 1975  | Strasbourg       |
| 1977  | Blois            |
| 1979  | Lyon             |
| 1981  | Istres           |
| 1983  | Versailles       |
| 1985  | Avignon          |
| 1987  | Nancy            |
| 1989  | Arras            |
| 1991  | Bordeaux         |
| 1993  | Vichy            |
| 1995  | Besançon         |
| 1997  | Bourges          |
| 1999  | Brest            |
| 2001  | Marseille        |
| 2003  | Limoges          |
| 2005  | Mâcon            |
| 2007  | Tours            |
| 2009  | Champs-sur-Marne |
| 2011  | Lille            |
| 2013  | Marseille        |
| 2015  | Poitiers         |
| 2017  | Le Havre         |
| 2019  | Ajaccio          |

En 2021, il a été organisé un congrès virtuel.
En 2023, la fédération n'a pas organisé de congrès par manque d'association organisatrice.
Un congrès international, le 33e, organisé par la FFG, a eu lieu du 2 au 5 octobre 2018 à Arras.

### Publications
En 1983, la Fédération crée un bulletin trimestriel La Vie généalogique dans un but d'information les associations qui lui sont affiliées. Elle a maintenant une lettre mensuelle d'information.